# Куанг Нам (провинция)
Куанг Нам (на виетнамски: Quảng Nam) е виетнамска провинция разположена в регион Нам Чунг Бо. На север граничи с провинциите ДаНанг и Хюе, на юг с провинциите Кон Тум и Куанг Нгай, на запад с Лаос, а на изток с Южнокитайско море. Населението е 1 493 800 жители (по приблизителна оценка за юли 2017 г.).
В Куанг Нам се намират два обекта включени в програмата на ЮНЕСКО за Световното наследство:
- Старият град Хой Ан
- Храмовият комплекс Ми Сон

## Административно деление
Провинция Куанг Нам се състои от един самостоятелен град Там Ки, градчето Хой Ан и 15 окръга:
- Бак Ча Ми
- Ду Суйен
- Дай Лок
- Диен Бан
- Донг Жианг
- Хиеп Дук
- Нам Жианг
- Нам Ча Ми
- Нуй Тхан
- Фу Нин
- Фуок Сон
- Куе Сон
- Тай Жианг
- Тханг Бин
- Тиен Фуок